# Saurashtra (Staat)

Die größeren Staaten von Saurashtra

Saurashtra war eine Union von Fürstenstaaten im heutigen Bundesstaat Gujarat, die von 1947 bis 1956 existierte.

## Entstehung
Saurashtra entstand 1947 zum Ende der britischen Kolonialherrschaft in Indien durch den Zusammenschluss von 217 Fürsten auf der Halbinsel Kathiawar, von denen allerdings viele nur wenige Dörfer regierten und die sich 1948 Indien anschlossen. Hauptstadt wurde Rajkot, Rajpramukh (Staatsoberhaupt) wurde der Maharaja von Nawanagar. Der muslimische Maharaja von Junagadh erklärte am 15. August 1947 den Anschluss seines Fürstentums an Pakistan, was von Indien nicht anerkannt wurde. Junagadh wurde Indien angeschlossen und der Maharaja ging ins Exil nach Pakistan. Auch die Staaten Manavadar und Mangrol hatten muslimische Herrscher. Die zu mehr als 80 % hinduistische Bevölkerung dieser drei Staaten sprach sich in einer Volksabstimmung im Februar 1948 mit großer Mehrheit für den Anschluss an Indien aus. Am 15. Februar 1948 wurde die Bildung des „Vereinigten Staates von Saurashtra (Kathiawar)“ bekanntgegeben. Der Name ‚Saurashtra‘ bedeutet so viel wie „guter Staat“ und war schon seit langer Zeit für die Region in Gebrauch.
Die größeren Teilstaaten waren: Junagadh (Sorath), Nawanagar, Porbandar, Bhavnagar, Morvi, Dhrangadhra, Wadhwan, Limbdi, Wankaner, Rajkot, Palitana, Dhrol, Gondal, Manavadar, Jasdan und Janjira. 1951 hatte Saurashtra eine Fläche von 55.558 km² und 4 Millionen Einwohner.

## Politik
Nach Inkrafttreten der Verfassung der Republik Indien im Jahr 1950 bildete Saurashtra einen ‚B-Bundesstaat‘. Formelles Oberhaupt war weiterhin ein ehemals regierender Fürst, mit dem Titel eines Rajpramukh, wobei die tatsächliche politische Exekutive beim Chief Minister und dessen Regierung, die vom gewählten Parlament bestimmt wurden, lag. Während der Zeit des Bestehens von Saurashtra erfolgte einmalig im Jahr 1951 eine Wahl zum 60 Abgeordnete umfassenden Parlament von Saurashtra. Dabei erzielte die Kongresspartei fast zwei Drittel der Stimmen und gewann mehr als 90 % der Abgeordnetenmandate.
| Partei                                 | Stimmen | Stimmen | Sitze | Sitze   |
| Partei                                 | Zahl    | Prozent | Zahl  | Prozent |
| -------------------------------------- | ------- | ------- | ----- | ------- |
| Indischer Nationalkongress (INC)       | 606.934 | 63,8 %  | 55    | 91,7 %  |
| Saurashtra Khedut Sangh (SKS)          | 139.449 | 14,7 %  | 1     | 1,7 %   |
| Akhil Bharatiya Hindu Mahasabha (ABHM) | 43.043  | 4,5 %   | 0     | –       |
| Sozialistische Partei (SP)             | 34.778  | 3,7 %   | 2     | 3,3 %   |
| Kisan Mazdoor Praja Party (KMPP)       | 30.907  | 3,3 %   | 0     | –       |
| Alle übrigen Parteien                  | 20.774  | 2,2 %   | 0     | –       |
| Unabhängige                            | 75.624  | 8,0 %   | 2     | 3,3 %   |
| Summe                                  | 951.509 | 100,0 % | 60    | 100,0 % |

Bei der ersten gesamtindischen Parlamentswahl 1951/52 wählte Saurashtra 6 von 489 Abgeordneten für die Lok Sabha. Alle 6 Wahlkreise wurden von Kandidaten der Kongresspartei gewonnen. In der Rajya Sabha, dem Staatenhaus des indischen Parlaments hatte Saurashtra 4 von 215 Stimmen.

## Auflösung
Nachdem es schon seit etlichen Jahren Diskussionen um die territoriale Neugliederung des indischen Bundesgebietes nach ethnisch-sprachlichen Gesichtspunkten gegeben hatte, wurde dieses Konzept 1956 im States Reorganisation Act im Wesentlichen umgesetzt. Am 1. November 1956 wurde Saurashtra als Staat aufgelöst und dem Bundesstaat Bombay einverleibt. 1960 wurde auch Bombay in die zwei Nachfolgestaaten Maharashtra und Gujarat aufgeteilt und das Gebiet von Saurashtra kam am 1. Mai 1960 zu Gujarat.

## Postwesen
Die letzte Briefmarke der Post von Junagadh/Soruth war ein Provisorium, bei dem eine Gerichtskostenmarke von Bhavnagar mit dem Aufdruck U.S.S. (United State of Saurashtra)/REVENUE/POSTAGE/SAURASHTRA versehen wurde.